# Linwei
Linwei (en chino, 临渭; pinyin, Línwèi) es un distrito urbano bajo la administración directa de la Prefectura Weinan  en la Provincia de Shaanxi, República Popular China.  Su área es de 1263 km² y su población total para 2010 superó los 870 mil habitantes. 

## Administración
Desde julio de 2023, el  Distrito Linwei   se divide en 27 pueblos que se administran en 13 subdistritos y 14  poblados.